# Rana Ahmadová
Rana Ahmadová nebo Rana Ahmad Hamd (* 1985 Rijád) je pseudonym syrské aktivistky za práva žen a bývalé muslimky narozené v Rijádu v Saúdské Arábii, která v roce 2015 uprchla do Německa, kde v současné době žije. Její útěk, s pomocí skupin Atheist Republic a Faith to Faithless byl částečně zaznamenán v dokumentu Vice News Leaving Islam: Rescuing Ex-Muslims (2017). Její autobiografie v němčině z roku 2018 Frauen dürfen hier nicht träumen („Ženám snít zakázáno“), která byla rovněž přeložena do francouzštiny a češtiny, se stala podle časopisu Spiegel jedním z top-10 bestselerů. V roce 2017 Rana Ahmadová v Kolíně nad Rýnem založila Atheist Refugee Relief s cílem poskytnout „praktickou pomoc uprchlíkům bez vyznání a zlepšit jejich životní podmínky prostřednictvím politické práce“.

## Životopis

### Mládí
Otec Rany Ahmadové v polovině sedmdesátých let odešel ze Sýrie do Saúdské Arábie, aby zde pracoval jako stavební manažer. O čtyři roky později se v Sýrii oženil s Raninou matkou a společně odjeli do Rijádu. Rana Ahmadová se tam narodila v roce 1985. Má staršího a mladšího bratra, a starší sestru. Ranina rodina byla hluboce věřící. Podle jejích slov „ve srovnání s jinými rodinami v naší společnosti byla ta naše extremistická“, a že ona a její sourozenci se učili Korán již od svých 4 let. Ahmadová chodila do státní dívčí školy, kde více než čtvrtina veškerého vzdělání byla věnována náboženství. Učila se, že všichni nemuslimové přijdou do pekla a že nenávist vůči křesťanům a židům je náboženskou povinností. Když byli na dovolené u rodiny jejího otce v Sýrii, směla se projet na kole a například nakoupit potraviny. Ve věku deseti let jí ale dědeček odnesl kolo s tím, že je na to „příliš stará“. Rana to pociťovala jako ztrátu její tehdejší nejdůležitější svobody. Ahmadová nechápala, proč by měla být jízda "velkých holek" na kole považována za haram, kdežto chlapci na kolech jezdit mohou. Hned následujícího dne byla nucena nosit abájiu a černý hidžáb. Ačkoli saúdské zákony nepožadují, aby ženy nosily pokrývky hlavy zakrývající více než hidžáb, ve věku 13 let byla Ahmadová rodinou a školou přinucena nosit nikáb. Ačkoli nerozuměla dalším náboženským pravidlům, která na ni byla uvalena, souhlasila a dodržovala je. Až do dospělosti nikdy neměla žádný kontakt s chlapcem nebo mužem, který by nebyl její příbuzný.

### Vysokoškolské vzdělávání a online průzkum
Ve věku 19 let se měla Ahmadová provdat. V Sýrii se konal zásnubní večírek, ale protože se její budoucí manžel odmítl přestěhovat do Saúdské Arábie a ona do Sýrie, tyto plány se neuskutečnily. Mezitím ji její snoubenec začal urážet a vyzýval ji, aby se pokusila o rozchod a přestěhovala se zpět k rodičům, což pošpinilo její pověst ve společnosti. V následujících letech odmítla další tři návrhy na sňatek od saúdských mužů s tím, že si chce nejprve rozšířit své vzdělání. Rana navštěvovala kurzy angličtiny a kurzy elektronického zpracování dat (EDP), poté pracovala jako recepční a administrativní pracovník v různých lékařských ordinacích a nemocnicích. Kvůli saúdskému mužskému opatrovnickému systému však stěží mohla opustit dům, a pokud chtěla cestovat autem, museli ji vozit její mužští příbuzní; nesměla cestovat sama.
Omezení a povinnosti vdaných žen ji přiměly zpochybňovat její roli ve společnosti, její náboženství a pochyby se vyvinuly v touhu po svobodě. Při hledání odpovědí na své otázky se obrátila na internet a ve věku 25 let objevila filozofii (o které Ahmadová říká, že je v Saúdské Arábii zakázaná) a ateismus. K tomu došlo roku 2011, kdy narazila na tweet někoho, kdo si říká „Arabský ateista“. Rana musela použít Google Translate aby porozuměla slovu ateista. Šokovaná Ahmadová kontaktovala „arabského ateistu“, který jí následně doporučil několik dokumentů (například o evoluční teorii a velkém třesku ) a knihy od Richarda Dawkinse, Friedricha Nietzscheho, Voltaira a Charlese Darwina přeložené do arabštiny. „Plakala jsem, když jsem objevila všechny ty věci, které mě nikdy neučili a které mi zamlčovali,“ řekla Ahmadová v rozhovoru z roku 2016. Asi po roce došla k závěru, že už kvůli všem rozporům v Koránu dál nemůže být věřící. Když si uvědomila, že ateismus a odpadlictví od islámu se v Saúdské Arábii trestá smrtí, začala se ještě více bát. A aby přežila, nezbývalo než opustit zemi a vše, co měla za sebou. Skrývala své měnící se názory před svou rodinou a dál pokračovala v modlitbách pětkrát denně, zatímco hledala online pomoc u různých skupin, jako například Faith to Faithless, Ex-Muslims of North America a Atheist Republic. Po dobu pěti let žila jako skrytá ateistka v Saúdské Arábii, vyděšená, že ji zabije její rodina nebo ji popraví stát.

### Rodinné problémy a Mekka

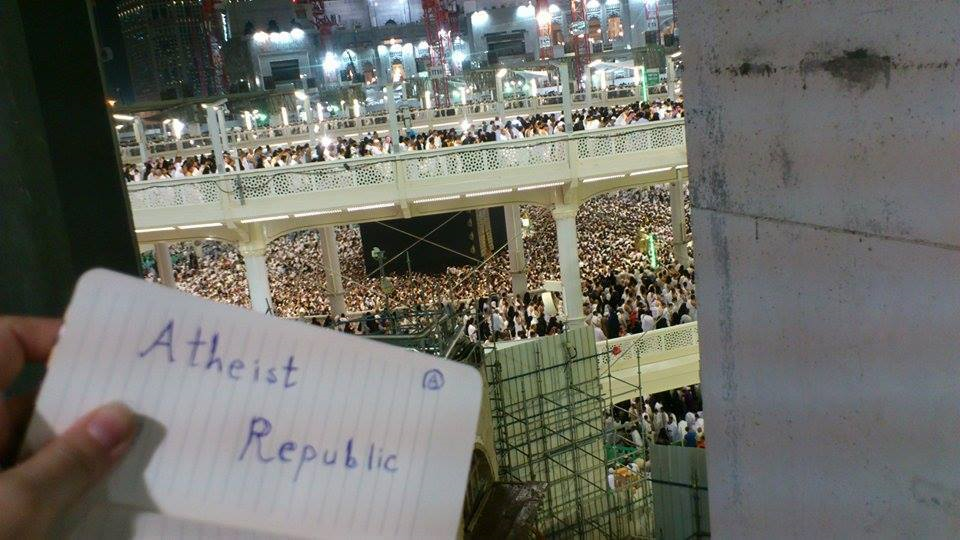
Atheist Republic ve Velké mešitě v Mekce

Ranin starší bratr začal mít podezření, že se tajně schází s muži, a umístil do jejího pokoje odposlouchávací zařízení. Díky tomu zachytil její hovor s mužským přítelem, vrazil do jejího pokoje a pokusil se ji zabít. Jejich otec zaslechl křik o pomoc a zasáhl. Po tomto incidentu se Ahmadová pokusila spáchat sebevraždu podřezáním zápěstí, ale otec ji našel včas, odvezldo nemocnice a zachránil jí život. Ahmadová pak získala novou práci sekretářky ve škole pro mentálně postižené děti a začala dál studovat angličtinu.
Když její matka objevila Raniny tweety o pochybnostech o víře, zuřila a zavřela ji na měsíc do domácího vězení bez přístupu k notebooku nebo smartphonu. Nutila ji modlit se a recitovat Korán. V roce 2014 byla Rana rodinou přinucena účastnit se hadždž. Tou dobou hledala a nalezla pomoc skupiny Atheist Republic a dalších podobných online organizací. Zatímco absolvovala hadždž, vyfotografovala se stojící uvnitř Velké mešity v Mekce, před Kaabou, nejposvátnějším místem islámu, s kouskem papíru s nápisem „Atheist Republic“ v ruce. Byla nesmírně vyděšená, protože kdyby to lidé kolem ní zahlédli a přišli na její odpadlictví, byla by zabita. Chtěla ale světu říci, že v Mekce jsou i ateisté, a stejně jako mnoho nevěřících v Saúdské Arábii zde nebyla z vlastní vůle. Bylo to také poprvé, co se rozhodla, že musí co nejrychleji opustit zemi nebo spáchat sebevraždu. Poté, co odjela z Mekky, 3. srpna 2014 požádala Atheist Republic o zveřejnění fotografie na Facebooku. O několik dní později byla ohromena zjištěním, že se fotografie stala virální.

### Útěk

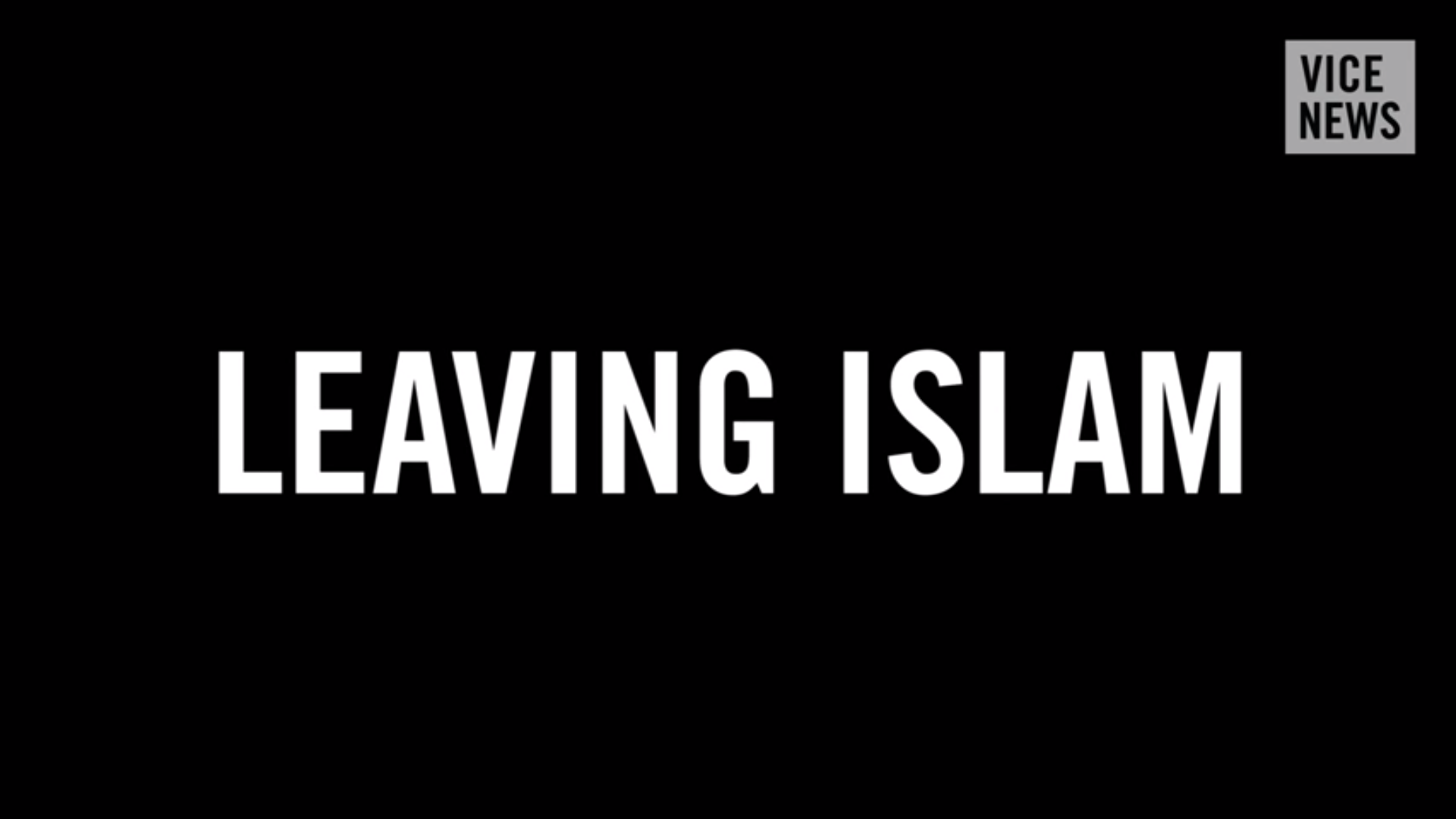
Film Vice News z roku 2016 Leaving Islam: Rescueing Ex-Muslims dokumentuje také let Rany Ahmadové do Německa

Za podpory Faith to Faithless začala Rana Ahmadová plánovat útěk ze země. Nejprve se snažila uprchnout do Nizozemska, ale velvyslanectví jí odmítlo udělit vízum. Poté ji napadlo vzít si podobně smýšlejícího muže, se kterým by pak mohla odejít ze země, ale žádného kandidáta nenalezla. Protože její syrský pas by na konci roku 2015 propadl a syrské velvyslanectví v Saúdské Arábii bylo uzavřeno (od roku 2012 kvůli syrské občanské válce), musela spěchat a mohla uprchnout pouze do země bez vízové povinnosti, jako například do Turecka. Jako cizince ze Sýrie jí musel udělit povolení vycestovat do zahraničí nikoli její otec, ale zaměstnavatel. Dokázala jej přesvědčit, že jede na rodinnou dovolenou, takže jí potřebné dokumenty podepsal.
26. května 2015 odletěla z Rijádu přes Dubaj a přistála na istanbulském letišti Atatürk. Vzala si pouze laptop, dokumenty (včetně syrského pasu) a 200 amerických dolarů. Po příletu poprvé na veřejnosti odložila hidžáb a abáju. Aby zmařila pokusy své rodiny ji vystopovat, přijala pseudonym „Rana Ahmad (Hamd)“. Po čtyřech dnech odjela autobusem k příteli (dalšímu bývalému muslimovi ze Sýrie) v Izmiru, který jí nabídl malý dům k pronájmu. Poprvé ve svém životě Ahmad tančila na ulici a pila alkohol. Dozvěděla se však, že její rodina zjistila, že uprchla do Turecka, a obávala se, že pro ni přijedou. Ostříhala si vlasy na krátko, obarvila je na blond a nasadila si barevné kontaktní čočky. Poté pro ni Armin Navabi, zakladatel Atheist Republic, založil crowdfundingovou kampaň na financování jejího pobytu a další cesty do Evropské unie, která vynesla 5000 $. V srpnu 2015 za Ranou přijel do Izmiru Imtiaz Shams z Faith to Faithless prodiskutovat další možná řešení. Spolu s ním přijel i štáb Vice News. Poté, co se Ahmadová po pět měsíců marně pokoušela získat vízum pro vstup do EU, rozhodla se nelegálně po moři překročit hranici s Řeckem, což se jí na třetí pokus podařilo.
Z Řecka cestovala přes Severní Makedonii, Srbsko, Maďarsko, Slovensko a Rakousko, a do Německa se dostala v listopadu 2015. Cestou nějakou dobu pobývala v různých uprchlických táborech. Zrušila plány pokračovat až do Švédska, protože jí došly peníze, byla unavená a slyšela, že německý vzdělávací systém je kvalitní.

### Život v Německu
Po příjezdu do Německa strávila rok v uprchlickém táboře u Kolína. Muslimskými uprchlíky v táboře se cítila ohrožena, protože mnozí z nich považovali odpadlictví za hrdelní zločin. Díky dopisováním si s Maryam Namazie náhodou zjistila, že ústřední rada ex-muslimů měla shodou okolností své ústředí také v Kolíně nad Rýnem, a poté, co kontaktovala Minu Ahadi, jí mohla Rada a Nadace Giordana Bruna pomoci najít vlastní dům. Po roce v táboře jej získala. 31. prosince 2015 ji v Kolíně nad Rýnem znovu navštívil štáb Vice News. Většinu prvního roku strávila čtením knih o fyzice a plánovala studovat jadernou fyziku nebo jaderné inženýrství.
Ve věku 30 let (po 20 letech) si konečně mohla znovu koupit bycikl a začít na něm jezdit po Německu, což považovala za důležité obnovení své svobody. Fotografie, na níž drží svůj nový bycikl v Kolíně nad Rýnem, byla použita pro brožuru Atheist Refugee Relief.
V březnu 2018 uvedla, že „Miluje Německo a miluje svůj svobodný život v Německu.“ Chtěla se rychle přizpůsobit, získat německé občanství, zlepšit své německé jazykové dovednosti a podpořit činnost Ústřední rady ex-muslimů. Od konce roku 2018 studuje Rana Ahmadová fyziku v Kolíně nad Rýnem.

## Aktivismus v Německu

### Aktivismus v médiích
V následujících letech poskytla řadu rozhovorů médiím, především německým a francouzským, o zkušenostech a jejích politických a náboženských názorech, zejména s ohledem na politiku Saúdské Arábie a jejího korunního prince Mohammeda bin Salmana poté, co byl disident Jamal Khashoggi v říjnu 2018 zavražděn. Ahmadová poznamenala, že saúdské úřady nedokázaly stimulovat emancipaci žen, za kterou bojuje mnoho aktivistů. Často je uvězňovaly, a posílaly tak ženám zprávu, že v Saúdské Arábii nemají budoucnost, a nutily je k útěku ze země.
Dokument Vice News Leaving Islam: Rescueing Ex-Muslims, představující část Raniny životní cesty ze Saúdské Arábie do Německa, byl vysílán 10. února 2016. 5. března 2016, tři měsíce po příjezdu do Německa, uspořádala na schůzce pořádané Ústřední radou bývalých muslimů svůj první veřejný projev v Kolíně nad Rýnem. Mluvila arabsky o svém životě v Saúdské Arábii, o svém útěku a svém názoru na to, jak by se západní země měly chovat k uprchlíkům, jakým je ona sama. Projev překládal libanonsko-německý televizní novinář Imad Karim.
Ahmadová poskytla svůj první velký rozhovor Frankfurter Allgemeine Zeitung v červnu 2016. V té době byla stále v uprchlickém táboře a čekala, až jí bude přidělen vlastní dům. Prohlásila „Nemohu nenávidět muslimy, mám dobré muslimské přátele, kteří mě přijímají, takovou, jaká jsem. Nesnáším, když jsou práva odebírána ve jménu náboženství, zejména ženám“. Ačkoli nemá problém s lidmi, vyznávajícími islám, rozzlobilo ji, když viděla, jak je šesti nebo osmiletá dívka nucena v Německu nosit závoj. V Německu, kde platí německé zákony a nikoli šaría. Rovněž ji rozčiluje, že někteří muslimové neakceptují Židy.
15. srpna 2016 s ní poprvé v televizi hovořil novinář Jaafar Abdul Karim z Deutsche Welle v arabštině. Výňatky rozhovoru byly přeloženy do dalších jazyků. Tři miliony lidí ji viděli v televizi prohlašovat, že opustila islám, což vedlo k tomu, že jí muslimové z celého světa posílali výhrůžky a urážky.

### Atheist Refugee Relief
V březnu 2017, s pomocí Ústřední rady bývalých muslimů a Nadace Giordana Bruna, Rana Ahmadová založila organizaci Atheist Refugee Relief, která byla oficiálně představena dne 17. listopadu 2017 u příležitosti 10. výročí Rady. Jejím cílem je „podpora uprchlíků, kteří jsou diskriminováni nebo dokonce ohroženi na svých životech kvůli svému ateistickému přesvědčení nebo kritickému postoji k náboženství“. Dobrovolníci organizace denně pracují na ochraně zejména ateistických uprchlic - neboť jsou terčem častěji a brutálněji - před dalším pronásledováním v Německu. Od listopadu 2017 do prosince 2018 pomohla 37 ateistickým uprchlíkům a poptávka rychle rostla. Podle Dittmara Steinera dostávala Atheist Refugee Relief z počátku „dvě až tři žádosti (o pomoc) týdně“, o rok později to bylo „mezi sedmi a devíti denně“.
15. ledna 2018 byla vydána její kniha Frauen dürfen hier nicht träumen: Mein Ausbruch aus Saudi-Arabien, mein Weg in die Freiheit („Ženy zde nesmí snít: Můj útěk ze Saúdské Arábie a má cesta ke svobodě“). V Paříži v říjnu 2018 vyšel francouzský překlad pod názvem Ici, les femmes ne rêvent pas: Récit d'une évasion („Ženám snít zakázáno: Příběh útěku“). Podle Rany Ahmadové: „My, ženy, můžeme změnit svůj život, být svobodné. Myslíme si, že jsme slabé, ale to je omyl; jsme silné a tato kniha to dokazuje.“

## Knihy
Ženám snít zakázáno – Můj útěk ze Saúdské Arábie, 2019 (Frauen dürfen hier nicht träumen: Mein Ausbruch aus Saudi-Arabien, mein Weg in die Freiheit, 2018)